# Antoniwka (obwód doniecki)
Antoniwka (ukr. Антонівка) – wieś na Ukrainie, w obwodzie donieckim, w rejonie pokrowskim, w hromadzie Marjinka. W 2001 liczyła 487 mieszkańców.